# Цугшпітце

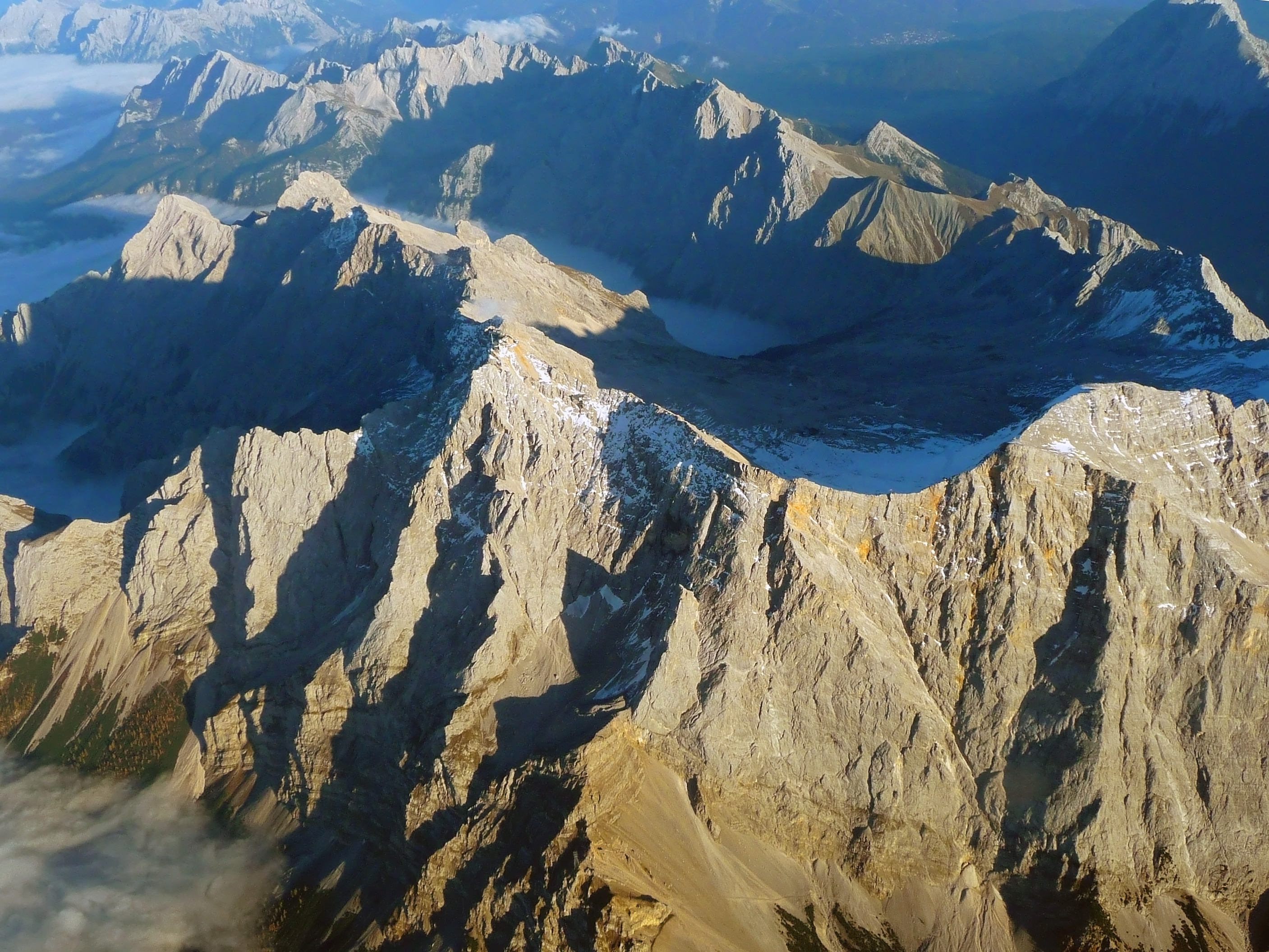

Цугшпітце (нім. Zugspitze) — найвища точка на території Німеччини, висота — 2 962 м. Розташована в селищі Грайнау, південніше від міста Гарміш-Партенкірхен. По західному схилу Цугшпітце проходить частина австро-німецького державного кордону.
Південніше від вершини знаходиться високогірне плато Цугшпітцплатт (нім. Zugspitzplatt) з численними гірськими печерами. З флангів Цугшпітце розташовані три льодовики, два з яких є набільшими в Німеччині: Північний Шнеєфернер (нім. Nördlicher Schneeferner, площею у 30,7 га), та Геллентальфернер (нім. Höllentalferner, 24,7 га). Третій льодовик має назву Південний Шнеєфернер (нім. Südlicher Schneeferner) та вкриває 8.4 га..

## Фунікулер та канатні дороги
До вершини Цугшпітце можна дістатися двома канатними дорогами та фунікулером. Першу, Тірольську канатну дорогу Цугшітце, або Тіролер Цугшпітцбан (нім. Tiroler Zugspitzbahn), було побудовано в 1926 році. До 1991 року канатопровід закінчувався на хребті під вершиною; в 1991 році зупинку перенесли на саму вершину. Фунікулер Баєріше Цугшпітцбан (нім. Bayerische Zugspitzbahn) прокладено на північному схилі масиву — він закінчується на плато Цугшпітцплатт, звідки друга канатна дорога доставляє пасажирів до вершини. Разом фунікулер та канатна дорога Айбзее перевозять на гірську вершину близько 500 000 пасажирів щороку. Взимку район плато Цугшпітцплатт обслуговують дев'ять лижних підйомників. Метеорологічну станцію на Цугшпітце, відкриту у 1900 році, та дослідницьку станцію Шнеєфернерхаус (нім. Schneefernerhaus) використовують переважно для проведення досліджень клімату.

## Сходження на Цугшпітце. Альпінізм
Сходження на вершину Цугшпітце вперше здійснили 27 серпня 1820 року Йозеф Наус (нім. Josef Naus), його помічник і дослідник Маєр, та гірський провідник Йоганн Георг Таушль (нім. Johann Georg Tauschl). Сьогодні існують три шляхи для того, щоб потрапити на вершину: перший — з долини Геллеталь на північний схід; другий — з долини Райнталь на південний схід; та третій — з заходу, через вершину Австрійський Шнеєкар (нім. Österreichische Schneekar). Один з найвідоміших гірських маршрутів у Східних Альпах пролягає понад гостроверхим хребтом Юбілеумсграт (нім. Jubiläumsgrat) і тягнеться до вершин Цугшпітце, Гохблазен (нім. Hochblassen) та Альпшпітце (нім. Alpspitze). Довкола Цугшпітце для прихильників гірського туризму існує багато місць для ночівлі та відпочінку. На захід неподалік від самої вершини знаходиться Мюнхенський дім (нім. Münchner Haus), а на західних схилах масиву розташовано гірський притулок Вінер-Нойштедтер (нім. Wiener-Neustädter).

## Географія
Цугшпітце належить до гірської гряди Веттерштайн Північних Вапнякових Альп. Кордон між Австрією та Німеччиною пролягає прямо по вершині масиву. Раніше на вершині також розміщувався пункт прикордонного контролю; зараз Німеччина та Австрія входять до Шенгенської зони, а відтак — пункт контролю більше не обслуговується.
Досить тривалий час навколо точної висоти Цугшпітце точилися дебати, а цифри, які наводилися, знаходилися в діапазоні від 2690 до 2970 метрів. Зараз офіційно визнано, що висота піку становить 2962 метри (9718 футів) над рівнем моря — цей результат було оприлюднено Державною геологічно-вимірювальною службою Баварії (повна назва — нім. Landesamt für Digitalisierung, Breitband und Vermessung Bayern). Зона відпочинку у новому кафе на вершині називається аналогічно — «2962» — саме з цієї причини.
Початково, Цугшпітце мала три вершини (піки) — Східний, Центральний та Західний. З цих трьох піків лише Східний зберігся у недоторканому первісному стані. Центральний пік став жертвою будівництва зупинкового терміналу канатної дороги у 1930 році, а Західний постраждав від вибухотехнічних робіт у 1938 році — тут планувалася побудова аеродрому Верхмахту, але плани не були втілені. Первісна висота Західного піку Цугшпітце сягала 2964 метрів.
Цугшпітце знаходиться за одинадцять кілометрів на південний захід від німецького міста Гарміш-Партенкірхен та за шість кілометрів на схід від австрійського містечка Ервальд, знаходячись на території землі Баварія у Німеччині, та на території землі Тіроль в Австрії. Адміністративно належить до німецького муніципалітету Грайнау та австрійського Ервальд. На захід від вершини Цугшпітце гірський масив різко спускається у долину річки Лойзах, що тече навколо масиву з північно-східного його боку. У східній частині беруть свій виток річки Гаммерсбах та Партнах. З південного боку гірський масив торкається долини Гайсталь та річки Лойташер Ахе, австрійського притоку р. Ізар, відділяючого гірську гряду Веттерштайн від гряди Мімінг (нім. Mieming). З північної сторони, у підніжжя масиву, знаходиться озеро Айбзее. В радіусі 30 км також знаходяться інші високі точки регіону — г. Ахеркогель (3008 м.), що належить до масиву Штубайські Альпи, та г. Парзаєршпітце (3036 м.)

## Клімат

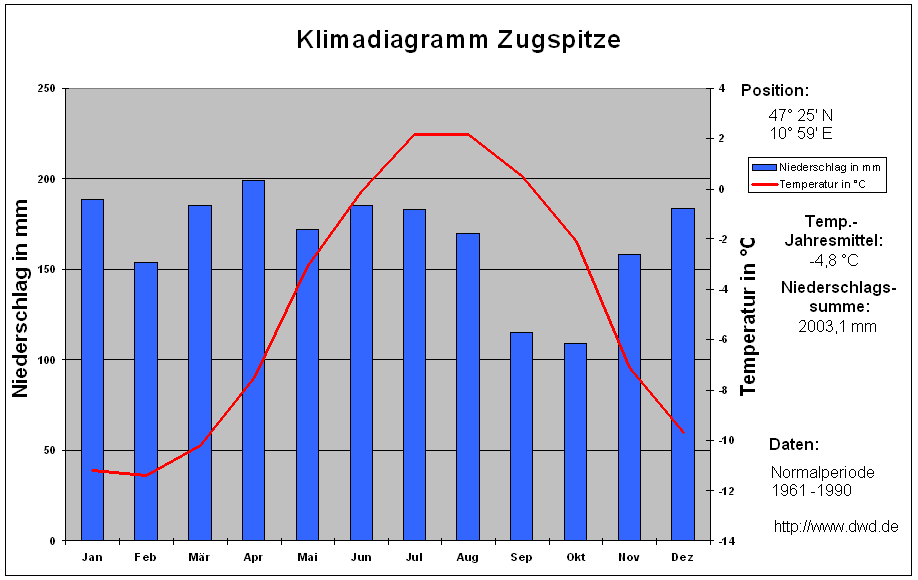
Кліматична діаграма Цугшпітце за період з 1961 по 1990 роки

Цугшпітце віднесено до помірного кліматичного поясу з превалюючими західними вітрами. Цугшпітце слугує першою орографічною перепоною в Альпах для західних вітрів, тому нерідко трапляються прояви екстремальних погодних умов — це природний північний бар'єр Альп, де відбувається скупчення вологих повітряних мас та випадають значні опади. У той же час, Цугшпітце є захисним бар'єром для Альпійського масиву, що простягається на південь. З іншого боку західний вітер «Фен» нагнітає теплі повітряні маси протягом приблизно 60 днів на рік. Ці теплі, сухі повітряні потоки пересуваються з півдня на північ і можуть призводити до незвичайно теплих періодів взимку. Однак, сама вершина Цугшпітце та її хребти вкриті льодом та снігом, а мінусова температура тримається тут в середньому 310 днів на рік. Найближче місце на планеті з подібними значеннями — острів Шпіцберген у Північному Льодовитому океані.
За період з 1961 по 1990 роки — що визначений Всесвітньою метеорологічною організацією як «нормальний період» — середній річний показник опадів на Цугшпітце становив 2003,1 мм. Найвологіший місяць — квітень (199 мм.опадів), найсухіший — жовтень (108,8 мм опадів). Ці показники можна порівняти зі значеннями за 2009 рік — загальна кількість опадів становила вже 2070,8 мм; найвологіший місяць — березень (326,2 мм.), найсухіший — січень (56,4 мм.) Середня річна температура у нормальному періоді становила −4.8 °C; найтепліші місяці — липень та серпень (середня температура 2.2 °C), найхолодніший — лютий (−11.4 °C). У 2009 році середня річна температура становила −4.2 °C, найтепліший місяць — серпень (5.3 °C), найхолодніший — лютий (−13.5 °C). Середня кількість сонячного світла у нормальному періоді становила 1846,3 години на рік, найбільша кількість сонячного світла припадала на жовтень (188,8 годин), найменша — на грудень (116,1). У 2009 році сонячних годин було лише 1836,3, найменше з них — у лютому (95,4), а найбільше — у квітні (219). За даними Федеральної метеорологічної служби Німеччини, Цугшпітце у 2009 стала найхолоднішим місцем у всій Німеччині з середньорічною температурою −4.2 °C.
Найнижчу температуру на Цугшпітце за всю історію спостережень було зафіксовано 14 лютого 1940 року (−35.6 °C), найвищу — 5 липня 1957 року, коли термометр досяг позначки 17.9 °C. 12 червня 1985 року було зафіксовано найвищу швидкість вітру — 335 км/год. Товща снігового покрову сягала найбільше 830 см. (квітень 1944). В наш час впродовж літніх місяців сніг на вершині розтає повністю, в той час, як раніше, танення снігу відбувалося лише частково. В останній раз часткове танення снігу влітку спостерігалося у 2000 році.